# Haus Metternich (Koblenz)

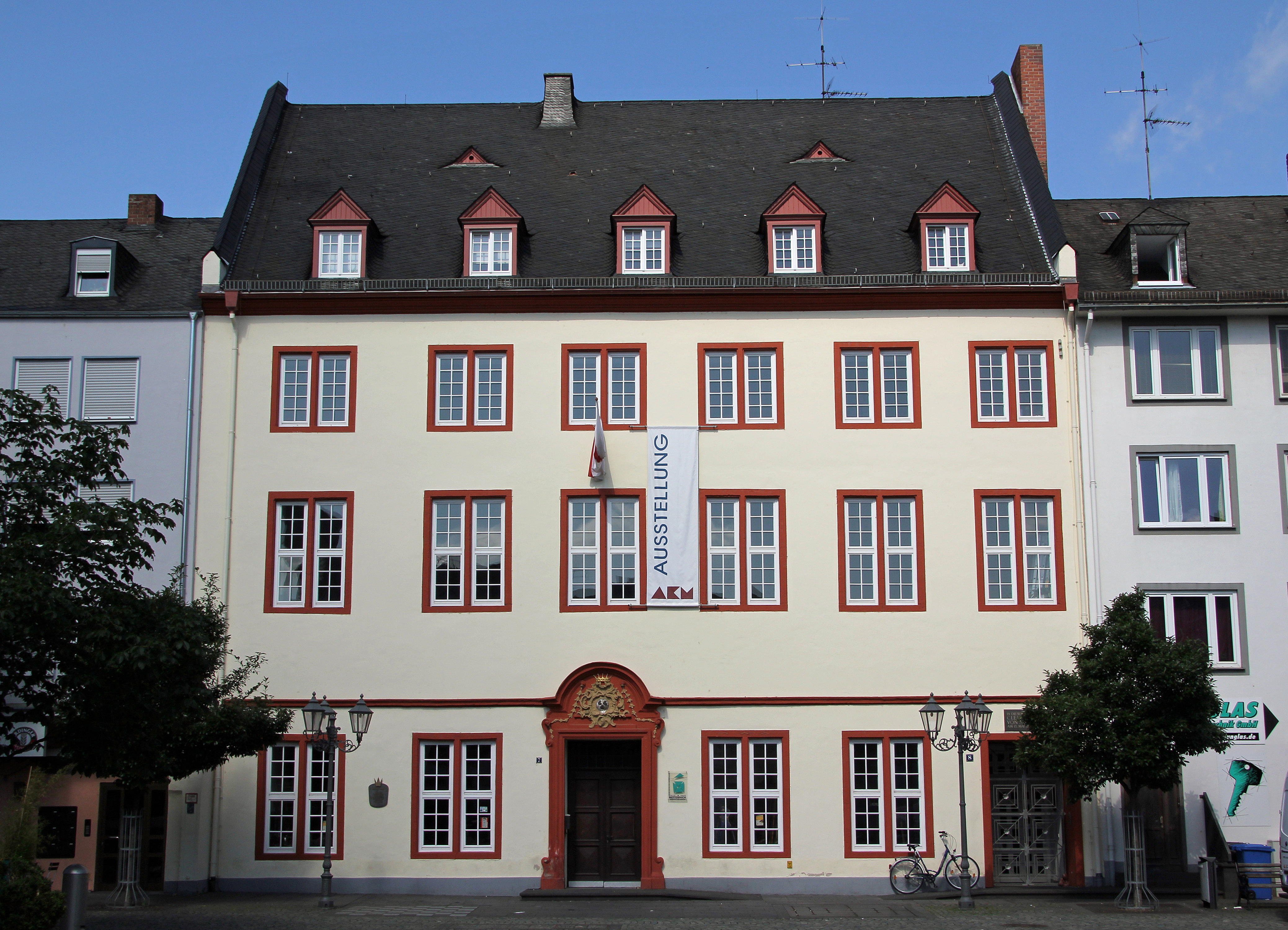
Das Haus Metternich in Koblenz

Das Haus Metternich, auch Metternicher Hof genannt, ist ein ehemaliger Stadthof in der Altstadt von Koblenz. Das 1674 erbaute Gebäude war das Geburtshaus des österreichischen Staatsmannes Klemens Wenzel Lothar von Metternich.

## Geschichte
Der um 1230 errichtete Hof gehörte zunächst zum Besitz der Familie von Bachem und entwickelte sich aus einem mittelalterlichen Wohnturm im westlichen Abschnitt des ehemaligen spätrömischen Kastells. Das Areal des Hofes reichte vom Altenhof bis zum Graben der Alten Burg entlang der mittelalterlichen Stadtmauer. Da sich diese Mauer etwas westlich der ehemaligen römischen Stadtmauer befand, wurden die Gebäude des Hofs auf den Resten von drei römischen Türmen errichtet. Die Stadt Koblenz erlangte bis 1388 den vollständigen Besitz über den Bachemer Hof.
Im 15. Jahrhundert übertrug die Stadt Koblenz den Hof als Lehen an die Herren von Eltz. Mitte des 16. Jahrhunderts war der Hof in einem so schlechten Zustand, dass die Besitzer von der Stadt aufgefordert wurden, den Hof instand zu setzen. Da diese dem nicht nachkamen, verloren sie das Lehen.

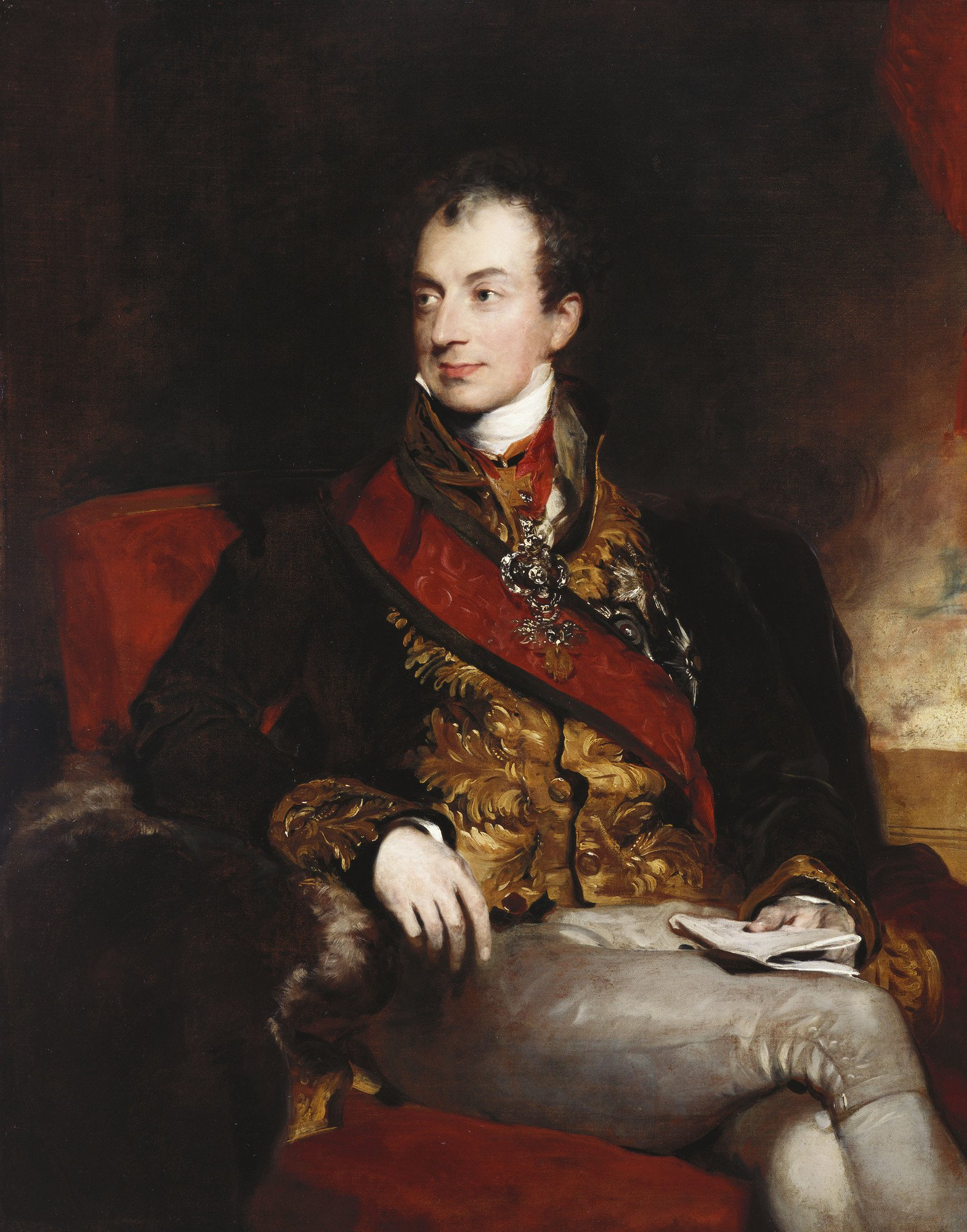
Klemens Wenzel Lothar von Metternich

Im Jahre 1644 gelangte der Besitz als Lehen an die beiden Freiherren Wilhelm und Lothar von Metternich-Winneburg-Beilstein. Da der Hof in einem schlechten Zustand war, wurden die neuen Besitzer verpflichtet, ihn für 600 Taler zu erneuern. Mit den Umbauten entstand 1674 das heute noch existierende Gebäude. In der Folgezeit bewohnten einige bekannte Persönlichkeiten den Hof, so der Graf Philipp Emmerich von Metternich-Winneburg († 1698), der Mainzer Domherr Franz Ferdinand von Metternich (1623–1719), Johann Hugo von Metternich-Winneburg und Franz Georg Karl von Metternich (1746–1818), der höchste Ämter des Trierer Kurstaats bekleidete sowie Diplomat und Minister in österreichischen Diensten war. Letzter war der Vater des bekanntesten Bewohners, des auf dem Metternicher Hof im Jahr 1773 geborenen österreichischen Staatskanzlers Klemens Wenzel Lothar von Metternich, der auf dem Wiener Kongress eine führende Rolle spielte.
Mit Eroberung der Stadt Koblenz durch französische Revolutionstruppen 1794 ging der gesamte Besitz der Familie Metternich in Staatseigentum über. Der Hof diente zunächst zur Einquartierung von Soldaten, später dann als Wohnhaus. Um das Jahr 1800 wurden Teile des Hofes, vor allem die Nebengebäude, abgerissen. Nachdem ab 1804 Frankreich im Département de Rhin-et-Moselle den Code civil einführte, wurde am 1. November 1806 unter dem Präfekt Adrien de Lezay-Marnésia eine Rechtsschule (Universität) im Metternicher Hof eingerichtet. Franz von Lassaulx, ein Schwager von Joseph Görres, gehörte zu den bekanntesten Professoren der Rechtsschule. Er übersetzte u. a. den Code civil in die deutsche Sprache. Nach Rückeroberung des linken Rheinufers 1814 und Eingliederung in die preußische Rheinprovinz gingen von den an der Koblenzer Rechtsschule studierten Juristen entscheidende Impulse zur Beibehaltung des Code civil aus, anstatt des im übrigen Preußen gültigen Landrechts. Im Rheinland galt der Code civil bis zur Einführung des Bürgerlichen Gesetzbuches im Jahr 1900 weiter. Das Ende der Rechtsschule kam am 24. September 1816 in Form einer Kabinettsorder von König Friedrich Wilhelm III. Grund hierfür war die Neugründung der Universität Bonn.
In preußischer Zeit diente der Metternichter Hof zunächst dem General Georg Wilhelm von Hofmann als Dienstwohnung und nahm 1817 das Handels- und Revisionsgericht auf. Als Fürst Metternich 1818 erstmals seit der Vertreibung durch die Franzosen sein Geburtshaus besuchte, berichtete er an seine Mutter: „Ich habe unser Haus besucht, sein Eingang ist jetzt so, wie er immer hätte sein sollen. Die Reitbahn, die Remisen, das alte Tor, die Trennungsmauer zwischen den zwei Höfen, alles das ist verschwunden... Das Haus ist in einem jämmerlichen Zustande und ganz verdreckt. Man erkennt nur Spuren von dem, was es einst war... “ Der preußische König schenkte 1818 zwar Fürst Metternich sein Geburtshaus, der es aber 1819 für 38.000 Gulden wieder an Preußen verkaufte, wahrscheinlich um Schloss Johannisberg unterhalten zu können. Fürst Metternich besuchte bis ins hohe Alter seine Geburtsstadt und sein Elternhaus.
Die Koblenzer Bürger am Münzplatz befürchteten, wenn in den Metternicher Hof wieder ein preußischer Stadtkommandant einziehen würde, sie ihren Markt auf dem Platz aufgeben müssten. Kurzerhand bildeten sie eine Aktiengesellschaft und kauften für 18.000 Taler den Hof von Preußen. Danach wurde 1823 das Areal parzelliert und einzeln verkauft. Die Stadt Koblenz kaufte den Vorhof und konnte somit den Gemüsemarkt erweitern.
Im 19. Jahrhundert wurde der Metternicher Hof stark verändert, ungefähr ein Drittel des Hauptgebäudes wurde abgetrennt und völlig umgebaut. Im Erdgeschoss des verbliebenen Gebäudeteils zog Anfang des 20. Jahrhunderts die „Winninger Weinstube“, ein bei den Koblenzern beliebtes Lokal, ein. Während der Luftangriffe auf Koblenz im Zweiten Weltkrieg wurde der Metternicher Hof schwer beschädigt und brannte schließlich am 25. Februar 1945 völlig aus, dabei gingen die letzten Reste von Stuckdecken und die Gewölbe über dem Erdgeschoss zugrunde. In einer Giebelwand wurden dagegen mittelalterliche Bauteile sichtbar. Nach dem Krieg wurde es von seinem Besitzer Ernst Mölich notdürftig aufgebaut und die „Winninger Weinstube“ wieder eingerichtet. Die Stadt Koblenz kaufte 1969 das Gebäude auf und stellte es danach Künstlern als Galerie zur Verfügung. Erst in den Jahren 1975 bis 1976 konnte das Haus vollständig wieder aufgebaut und restauriert werden. Heute befinden sich in dem Gebäude ein Museum für zeitgenössische Kunst und eine Jugendbegegnungsstätte.

## Bau
Obwohl der Metternicher Hof im Laufe der Zeit oft verändert wurde, zählt das Gebäude zu den letzten Zeugnissen der seit dem Mittelalter in der Koblenzer Altstadt weit verbreiteten Adelshöfe. Erhalten ist nur das Gebäude Münzplatz 7/8, ein schlichter dreistöckiger Bau mit Putzfassade. Der heutige sechsachsige Baukörper wurde im 19. Jahrhundert um ein Drittel gekürzt. Die zum Münzplatz zeigenden Gebäudeseite ist von gepaarten Fenstern mit Basaltgewänden in den beiden Obergeschossen gekennzeichnet. Das künstlerisch gestaltete Standsteinportal wurde nachträglich nach links versetzt und ist durch Kartuschen mit einer fünfzackigen Grafenkrone, umrahmt von Muschelwerk und Blattbändern, versehen. Das Satteldach ist mit Dachhäuschen ausgestattet. Der Keller, dessen südlicher Abschnitt der älteste ist, besitzt ein Kreuzgratgewölbe auf Mittelpfeilern, das durch ein barockes Tonnengewölbe, wohl aus der Bauphase um 1674, erweitert wurde. Die übrige Ausstattung des Gebäudes ist modern und geht nach dem provisorischen Wiederaufbau auf die Generalsanierung 1975/1976 nach Plänen des Architekten Friedhelm Worm zurück.
Das vor dem Zweiten Weltkrieg noch erhaltene Nachbargebäude (Münzplatz 9), ehemals auch ein Bestandteil des Hofs, wurde 1945 vollständig zerstört und nicht wieder aufgebaut.

## Museum und Jugendbegegnungsstätte
Im Museum, das von der AKM – Arbeitsgemeinschaft bildender Künstler am Mittelrhein e. V. genutzt wird, finden Wechselausstellungen zu verschiedenen Themen statt. Besonders waren hierbei die Ausstellungen:
- Initiative „Frieden braucht Fachleute – Alternativen zur Gewalt“
- Ausstellung der Gruppen MOMENTE und ELEMENTE
- Ausstellung „Verbrechen der Wehrmacht“

Die Jugendbegegnungsstätte im Hause Metternich ist eine Einrichtung der Stadt Koblenz. Sie ist für junge Menschen ab 12 Jahren konzipiert. Öffnungszeiten und aktuelle Programme sind auf der Internetseite der Jugendbegegnungsstätte zu finden.

## Denkmalschutz
Das Haus Metternich ist ein geschütztes Kulturdenkmal nach dem Denkmalschutzgesetz (DSchG) und in der Denkmalliste des Landes Rheinland-Pfalz eingetragen. Es liegt in der Denkmalzone Altstadt.
Seit 2002 ist das Haus Metternich Teil des UNESCO-Welterbes Oberes Mittelrheintal.